# Вірменія на зимових Олімпійських іграх 1998
Вірменія брала участь у Зимових Олімпійських іграх 1998 року у Нагано (Японія) вдруге за свою історію, але не завоювала жодної медалі. Країну представляли 7 спортсменів у 4 видах спорту.

### Гірськолижний спорт
Чоловіки
| Спортсмен       | Змагання | Перегони 1 | Перегони 2 | Всього  | Всього |
| Спортсмен       | Змагання | Час        | Час        | Час     | Місце  |
| --------------- | -------- | ---------- | ---------- | ------- | ------ |
| Арсен Харатунян | Slalom   | 1:07.51    | 1:07.60    | 2:15.11 | 27     |

### Лижні перегони
Women
| Змагання | Спортсмен     | Перегони  | Перегони |
| Змагання | Спортсмен     | Час       | Місце    |
| -------- | ------------- | --------- | -------- |
| 30 км, В | Алла Мікаєлян | 1'44:03.6 | 58       |

К = Класичний стиль, В = Вільний стиль

### Фігурне катання
Pairs
| Спортсмени                          | SP | FS | TFP  | Місце |
| ----------------------------------- | -- | -- | ---- | ----- |
| Марія Красильцева Александр Честних | 18 | 19 | 28.0 | 19    |

Танці на льоду
| Спортсмени                        | CD1 | CD2 | OD | FD | TFP  | Місце |
| --------------------------------- | --- | --- | -- | -- | ---- | ----- |
| Ксенія Сметаненко Самуель Ґезалян | 24  | 24  | 24 | 24 | 48.0 | 24    |

### Фрістайл
Чоловіки
| Спортсмен      | Змагання | Кваліфікація | Кваліфікація | Кваліфікація | Фінал           | Фінал           | Фінал           |
| Спортсмен      | Змагання | Час          | Очки         | Місце        | Час             | Очки            | Місце           |
| -------------- | -------- | ------------ | ------------ | ------------ | --------------- | --------------- | --------------- |
| Армен Пафаєлян | Moguls   | 25.81        | 23.49        | 19           | Не пройшов далі | Не пройшов далі | Не пройшов далі |